# Zdenka Kareninová
Zdenka Kareninová (1. března 1930 Praha — 15. února 2020 Praha) byla česká operní pěvkyně (sopranistka) a hudební pedagožka.

## Život a dílo
Po vystudování pražského gymnázia začala studovat zpěv na Pražské konzervatoři u Konstantina Karenina, svého budoucího manžela. Poté se v letech 1956 až 1959 učila na AMU u profesorky Marie Budíkové a v týchž letech byla sólistkou Armádního uměleckého souboru Víta Nejedlého.
V roce 1959 se stala sólistkou nově vzniklého operního souboru Jihočeského divadla v Českých Budějovicích. V první sezoně dostala hned dvě role, a to Kostelničku v Její pastorkyni a Miladu v Daliborovi a také i vedlejší role. Vystupovala zde například jako Tosca, Cizí kněžna v Rusalce, Donna Anna v Donu Giovannim, Líza v Pikové dámě, Blaženka v Tajemství a Vendulka v Hubičce, Druhá dáma v Kouzelné flétně a princezna Eboli v Donu Carlosovi, která byla její poslední studovanou rolí jako členky Jihočeského divadla. Do Českých Budějovic se vrátila v říjnu 1969, kdy zde hostovala a stala se první českobudějovickou představitelkou Libuše.
V roce 1967 byla angažována ve Státním divadle v Brně, kde už dříve hostovala jako Senta v Bludném Holanďanovi nebo jako Ortruda v Lohengrinovi. Díky svému krásně zbarvenému hlasu s velkým rozsahem se brzy stala jednou z nejobsazovanějších sólistek divadla. Zahrála si zde například v roli Libuše, Milady a Šárky v Daliborovi, Vendulky v Hubičce, Aidy, Alžběty v Donu Carlosovi, titulní roli v Turandot a Leonoru ve Fideliovi. V roce 1989 se zde rozloučila v roli Anežky ve Dvou vdovách, kdy odešla do důchodu. 
Jejím manželem byl operní pěvec a její pedagoga z Pražské konzervatoře Konstantin Karenin, se kterým měla dceru, překladatelku Annu Kareninovou. Kromě hostování v ostravském, olomouckém a českobudějovickém divadle hostovala také v Národním divadle, kde například ztvárnila role Leonory ve Fideliovi, Šárky a Donny Anny z Dona Giovanniho. Od roku 1972 do roku 1990 vyučovala na JAMU a později na DAMU v Praze.
V březnu 2015 převzala cenu Thálie za rok 2014 za celoživotní mistrovství v oboru opera a během předávání Ceny Diva 2016 vstoupila do síně slávy Národního divadla Brno.
Zemřela 15. února 2020, patnáct dnů před devadesátinami. Poslední rozloučení se konalo v úterý 25. února v kostele sv. Jiljí na Starém Městě pražském.